# Filosofia postmoderna
La filosofia postmoderna è una corrente filosofica che assume un oltrepassamento delle idee che avevano caratterizzato la modernità. Iniziando come critica della filosofia continentale, è stata fortemente influenzata da fenomenologia, strutturalismo ed esistenzialismo, e dai filosofi Friedrich Nietzsche e Martin Heidegger. È stata anche parzialmente influenzata dalla tarda critica della filosofia analitica da parte di Ludwig Wittgenstein. Il manifesto di tale corrente è La condizione postmoderna (1979) del filosofo francese Jean-François Lyotard.

## Concetti della filosofia postmoderna
Il termine "postmodernità" è stato impiegato in diversi campi disciplinari (architettura, letteratura, arte, sociologia, filosofia) secondo accezioni differenti. In ambito filosofico la sua fortuna è legata a già citato testo di Jean-François Lyotard e la sua diffusione si è imposta grosso modo lungo tutti gli anni Ottanta del XX secolo. Per Lyotard il termine postmoderno, nonostante dia l'idea di una periodizzazione storica, non indica propriamente una fase della storia che venga dopo l'epoca moderna, ma una condizione che fa già parte della modernità. Ai suoi occhi, fra moderno e postmoderno non s'inserisce tanto una discontinuità quanto piuttosto un rapporto di complessità, quasi che il secondo in certo modo si trovi già incluso nel primo.
Schematicamente, secondo i postmoderni, la modernità (cioè il periodo che va all'incirca da Cartesio a Nietzsche), sarebbe qualificata da talune direttrici fondamentali, quali:
- la tendenza a credere in visioni onnicomprensive del mondo (idealismo, marxismo, ecc...) capaci di fornire legittimazioni filosofiche al conoscere e all'agire;
- la tendenza a pensare in termini di "novità" e "superamento", ossia la propensione a identificare ciò che è "nuovo" con ciò che è "migliore" e ciò che è "trascorso" con ciò che è "superato";
- la tendenza a concepire la storia in termini di "emancipazione", ossia come percorso progressivo di cui gli intellettuali conoscono i fini (la libertà, l'eguaglianza, il benessere, ecc...) e i mezzi idonei a realizzarli (la diffusione dei lumi, la rivoluzione proletaria, le conquiste della tecnoscienza, ecc...)
- la tendenza a concepire l'uomo come "dominatore" della natura e la concomitante esaltazione della scienza, con la conseguente riduzione della realtà a oggetto omologabile e formalizzabile secondo criteri di tipo ipotetico-sperimentale e con la parallela identificazione della ragione con la ragione scientifica;
- la tendenza a  pensare secondo le categorie di "unità" e "totalità", in modo da subordinare la folla eterogenea degli eventi e dei saperi a gerarchie forti, mettenti capo a un unico centro e a un unico orizzonte globale di senso (ontologico, storico, gnoseologico, ecc...).

A queste idee-madri della modernità i postmoderni contrappongono una costellazione di idee che, pur non potendo venir ridotta a un semplice capovolgimento dialettico del moderno, è pur sempre un’alternativa a esso:
- la sfiducia nei macro-saperi onnicomprensivi e legittimanti e la proposta di forme «deboli» (Vattimo) o «instabili» (Lyotard) di razionalità, basate sulla convinzione dell'inesistenza di fondamenti ultimi - e unitari - del sapere e dell'agire;
- il rifiuto dell'enfasi del "nuovo" e della categoria avanguardista di "superamento". Tant'è che il postmoderno, più che come l'ultima avanguardia, intende essere la fine di tutte le avanguardie;
- la rinuncia a concepire la storia alla stregua di un processo universale o necessario, in grado di fungere da piattaforma "garantita" dell'umanità verso l'emancipazione e il progresso: rinuncia che si accompagna all'elaborazione di un «pensiero senza redenzione», ossia a una sfiducia programmatica nei confronti di ogni terapia "salvifica" (politica, esistenziale, artistica, ecc...) finalizzata al raggiungimento di una condizione umana "trasparente" e dialetticamente "riconciliata" con se stessa;
- il rifiuto di identificare la ragione con la ragione tecnico-scientifica e di concepire l'uomo come "padrone" incontrastato della natura e dell'ambiente: rifiuto che connette la sensibilità postmoderna all'ecologismo, inteso come movimento di reazione agli effetti distruttivi del dominio tecnologico sulla natura e come ricerca di una nuova cultura dell'abitare;
- il privilegiamento del paradigma della molteplicità rispetto al paradigma dell'unità, ossia la consapevolezza che «il mondo non è uno, ma molti» (Vattimo).

Il postmoderno, come si è visto, nasce da un atto di sfiducia nei confronti delle varie «storie di emancipazione», ovvero di quelle che Lyotard chiama i «grandi racconti», e si configura quindi come post-istorico, nel senso che tende a collocarsi oltre la concezione della storia che ha caratterizzato la modernità (tant'è che in alcuni contesti, il termine post-histoire viene usato come sinonimo di postmoderno).

### Matrici storiche
Il postmoderno filosofico non è soltanto il frutto di un insieme di suggestioni teoretiche o di convergenze speculative. Esso è anche il prodotto di trasformazioni storico-sociali che hanno inciso profondamente sulle condizioni di esistenza dell'uomo novecentesco. Infatti, alle spalle della cosiddetta moda post («post-qui, post-là») vi è una serie concatenata di avvenimenti storici (le guerre mondiali, gli orrori dei campi di concentramento, i fallimenti del socialismo reale, gli inconvenienti del capitalismo, i pericoli di una guerra atomica, la minaccia di una catastrofe ecologica, ecc...) che hanno minato alla base i principali «miti» della modernità, a cominciare da quelli del progresso e dell'emancipazione. Analogamente ad Adorno, Lyotard sintetizza questa strage di illusioni, in un'unica cifra: «Ci sono molti tipi di distruzione, diversi nomi che ne sono il simbolo. "Auschwitz" può esser preso come un nome paradigmatico per l'"incompiutezza" tragica della modernità», «Quale tipo di pensiero è capace di aufheben, nel senso hegeliano di cancellare e riprendere insieme, "Auschwitz" inserendolo in un processo generale, empirico e persino speculativo, volto verso l'emancipazione universale?».

### Matrici sociali

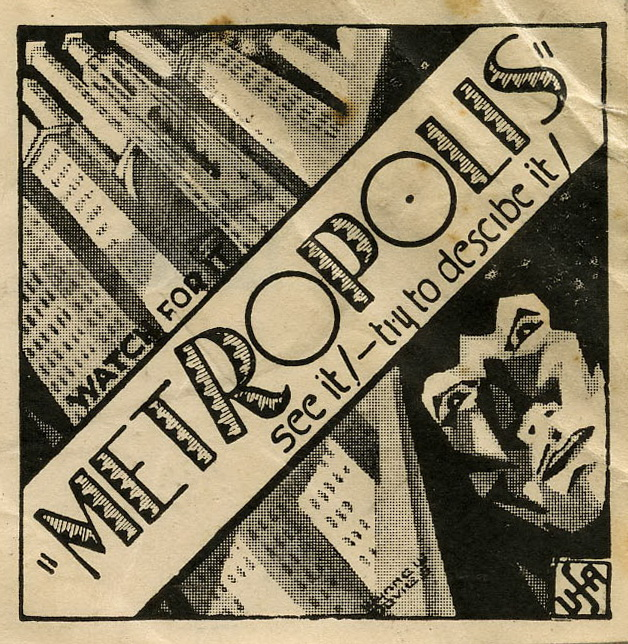
I postmoderni manifestano un atteggiamento più positivo nei confronti del progresso tecnologico rispetto a registi come Fritz Lang, che ipotizzò una città del futuro disumanizzata.

Particolarmente stretti risultano anche i rapporti tra postmoderno e società "complessa" di tipo postindustriale. L'elemento mediatore è costituito dagli assetti pluralistici di tale società, di cui il postmoderno vuole essere la coscienza riflessa. Infatti, come si è visto, contro ogni forma di omogeneizzazione e di pianificazione, il postmoderno si sforza di far valere le istanze della molteplicità e della differenza, sino a farsi portavoce della fisionomia policentrica e diversificata delle odierne società plurirazziali e pluriculturali. Da ciò il progetto postmoderno di «un'umanità al plurale», capace di lasciarsi definitivamente alle spalle il sogno "medievale", ripreso da certo universalismo moderno, di un'unica verità, di un'unica fede e di un unico sistema di valori.
Il risalto dato alla società complessa ha condotto i postmoderni a valorizzare le tecnologie informatiche e multimediali che ne stanno alla base e che risultano incarnate dalla nuova figura dell'uomo come rice-trasmettitore di messaggi. A differenza dei francofortesi, che nei mezzi di comunicazione di massa scorgevano degli strumenti (negativi) di mistificazione e di dominio, i postmoderni considerano i mass-media come elementi (positivi) ineliminabili di qualsiasi società democratica, cioè basata su una molteplicità non omologabile di informazioni e di messaggi, che nella loro pluralità irriducibile, finiscono per coincidere con l'ambito stesso della realtà.
Per quanto riguarda le matrici sociali, dunque, il postmoderno si è qualificato, sin dall'inizio, come uno dei riflessi più significativi e sofisticati dei meccanismi di struttura della società postindustriale, a cominciare dal noto processo - caratterizzato dalla transizione delle tecnologie meccaniche alle tecnologie informatiche - che va sotto il nome di «informatizzazione della società» o di «egemonia dell'informatica» (Lyotard). Processo che ha coinciso con una «complessificazione» o «pluralizzazione inarrestabile» (Vattimo) delle condizioni di vita tardo-moderne e che ha prodotto, in concomitanza del decollo dei media, una vertiginosa esplosione e moltiplicazione delle Weltanshauungen.
Il postmoderno si presenta infine come il compimento o la realizzazione estrema del processo di «secolarizzazione del mondo» che ha caratterizzato il pensiero e la civiltà occidentale degli ultimi secoli. Infatti se la modernità si configura come il pensiero dell'Europa secolarizzata, il postmoderno, in quanto distruzione di ogni residua certezza «forte» scaturente dalle originarie matrici teologiche e metafisiche, si configura a rigore come la secolarizzazione che ha secolarizzato se stessa:

## Storia della filosofia postmoderna
Nel 1861 lo scienziato e filosofo francese A. A. Cournot parlò di post-histoire (Trattato sul concatenamento delle idee fondamentali nella storia) in riferimento all'ipotesi hegeliana di un compimento (e dunque di una fine) della storia nell'età moderna, che consegnerebbe tutto ciò che segue a una condizione per l'appunto, post-istorica. Ripresa da Arnold Toynbee (Studio sulla storia, 1934), la nozione di post-historie ricorre anche nella filosofia della storia di Oswald Spengler, nelle interpretazioni hegeliane di Alexandre Kojève, negli scritti di poetica di G. Benn e, più prossimamente, in A. Gehlen (Quadri d'epoca. Pittura e post-histoire, 1960).
Di postmodernismo aveva invece parlato nel 1934 il critico letterario spagnolo F. de Oniz (Antologia della poesia spagnola e ispano-americana), per indicare il superamento del modernismo negli anni 1905-1914. Senza relazione probabile con l'uso spagnolo, il termine postmodernismo fu usato, durante gli anni Sessanta, nella storia e nella critica letteraria americana, in riferimento alla generazione di autori nati intorno al 1930, le cui opere sono caratterizzate dal ricorso all'ironia o alla letteratura della letteratura. L'ironia e un rinnovato storicismo eclettico è ancora il tratto con cui si è parlato di postmoderno in architettura a partire dagli anni Sessanta, prima negli Stati Uniti e poi in Europa, sia sul piano delle poetiche, sia su quello della ricostruzione storiografica (R. Venturi e Denise Scott-Brown, Imparando da Las Vegas, 1972; Ch. Jencks, Il linguaggio dell'architettura postmoderna, 1977; P. Portoghesi, Dopo l'architettura moderna, 1980).
Gli studiosi hanno ormai ricostruito con precisione la storia del termine, dell’uso molto vario che ne è stato fatto, dei significati che gli sono stati attribuiti. Tra i primi a osservare da vicino il fenomeno e a tracciarne le mappe è stato Andreas Huyssen, uno studioso tedesco professore in America, poi sono venuti molti altri che hanno aggiunto documenti, precisato date e particolari.

### Le fasi della filosofia postmoderna
Si dà un breve sunto storiografico delle principali influenze della filosofia postmoderna.
La prima fase è quella che ha registrato, già alla fine degli anni Cinquanta, un senso abbastanza diffuso di stanchezza, ripiegamento, esaurimento delle forme espressive della modernità. Sono stati alcuni intellettuali e critici letterari americani, fra cui Irving Howe e Harry Levin, a usare allora il termine "postmoderno" in senso negativo, per esprimere il loro scontento nel vedere che la grande letteratura sperimentale e d’avanguardia della modernità (il cosiddetto High Modernism, quello di Yeats, Eliot, Pound e Joyce) stava perdendo vigore e prestigio, sotto gli assalti della cultura di massa e del midcult, con i quali veniva a compromessi.
La seconda fase coincide con gli anni Sessanta. In quel periodo una serie di novità investirono il costume, i gusti, le espressioni artistiche di molti paesi, a cominciare dagli Stati Uniti. La pop art di Robert Rauschenberg e James Rosenquist, la poesia beat di Lawrence Ferlinghetti e Allen Ginsberg, i libri presto divenuti cult di scrittori come Jean Genet, Jack Kerouac, William S. Burroughs, Donald Barthelme e le opere sperimentali di William Gass, Karl Vonnegut, John Barth, John Hawkes, Thomas Pynchon, Stanley Elkin, i saggi di filosofi e "guru" come Norman O. Brown e Marshall McLuhan, gli esperimenti musicali di John Cage, i film di Godard e Antonioni, della nouvelle vague e del New American Cinema, di Woody Allen, Dennis Hopper, Peter Bogdanovich e altri si presentarono come forme diverse, ma convergenti, di aperta ribellione contro l’espressionismo astratto, le ironie snobistiche, le geometrie formali, i razionalismi architettonici e le serialità musicali dell’ultima fase, ormai accademica, del moderno, e svilupparono nuove tendenze: un piacere quasi erotico di immergersi nelle forme e negli stili, di mescolare nei testi letterari, nelle costruzioni architettoniche, nei pezzi musicali e filmici generi e modi, di incorporare il Kitsch, le immagini, le movenze della cultura popolare. La ribellione contro la tradizione moderna, divenuta elitistica e conservatrice, si nutrì di motivi esistenziali e si accompagnò a forme di rivolta sociale e di costume.
Siamo agli inizi degli anni settanta, comincia la terza fase. Tra i protagonisti del dibattito spicca un altro critico americano, Ihab Hassan, allora all’Università del Wisconsin: quindi anche lui, come Fiedler, abbastanza periferico, anche lui insofferente delle teorie allora dominanti nell’accademia americana, in particolare il New Criticism e le altre varianti del formalismo (linguistico, strutturalistico ecc.). A Hassan si deve, secondo Jencks, sia il battesimo vero e proprio del postmodernismo in letteratura, sia la ricostruzione del suo pedigree. Il termine "postmoderno" o "postmodernismo" è cominciato a circolare, come etichetta di un movimento, agli inizi degli anni Settanta. Non esiste una storia ufficiale del movimento, anzi è possibile affermare che non sia mai esistito un vero e proprio movimento, neppure in architettura.
Alcuni discorsi importanti sul postmoderno cominciano a venire dagli ambienti dei sociologi e degli economisti. Nel 1973 un sociologo professore a Harvard, Daniel Bell, raccogliendo a modo suo, e con forti intenzioni neoconservatrici, le analisi che negli anni Sessanta Marshall McLuhan aveva tracciato degli effetti sociali delle nuove tecnologie della comunicazione e del passaggio dalla galassia di Gutenberg alla nuova galassia elettronica, lanciò una nuova parola d’ordine e un nuovo termine epocale, quello di «società postindustriale». Bell vede al tempo stesso discontinuità e continuità fra moderno e postmoderno:
E tuttavia Bell considera l’età postmoderna come continuazione ed estensione di certi aspetti della modernità, in particolare degli impulsi ribellistici, antiborghesi, edonistici e narcisistici propri di alcune correnti culturali del modernismo, diffusi soprattutto fra gli artisti, i bohémiens, gli anticonformisti, che in epoca postmoderna si sono estesi a fasce sociali molto più larghe e sono divenuti ideali di vita presenti non solo nelle culture e sottoculture giovanili, ma anche in gruppi sociali più ampi, culturalmente egemoni. La cultura contemporanea è caratterizzata, secondo lui, da un attacco violento e radicale contro la tradizione, ispirato da un narcisismo aggressivo che è in contraddizione profonda con gli imperativi burocratici, tecnocratici e manageriali dell’economia capitalistica e della politica democratica nei loro principi fondativi ed essenziali. I fondamenti stessi, religiosi, della società capitalistica, quelli incarnati dall'etica protestante, sono messi in pericolo. Il mondo va verso la fine degli ideali borghesi, fatti di razionalità e sobrietà e da valori religiosi e morali socialmente condivisi. Ecco così ritornare, sotto forma di analisi sociologica e di previsione filosofico-scientifica degli sviluppi della società contemporanea, in un futuro che è sentito come imminente, una concezione negativa e apocalittica del postmoderno, che si pone sulla stessa linea dei vari Toynbee e Wright Mills e che sarà poi ripresa, negli anni ottanta, da molti teorici e polemisti neoconservatori e, pur con le dovute differenze, da un osservatore e saggista come Jean Baudrillard.
Da qui si va alla quarta fase, dove ormai le proposte si intrecciano; poetiche, movimenti, tradizioni, distruzioni, decostruzioni si confrontano; si parla sempre più del postmoderno e in accezioni molto diverse fra loro; si verificano convergenze disciplinari e di esperienze, che complicano un quadro culturale, sul quale pesa una generale atmosfera di frustrazione e ripiegamento dopo gli slanci e le speranze degli anni Sessanta. A un vivace rimescolamento delle ideologie succede un senso di stanchezza, una ideologia dello svuotamento delle ideologie.

### Principali esponenti della filosofia postmoderna
I più influenti filosofi degli inizi della filosofia postmoderna furono Michel Foucault, Jean-François Lyotard, Gilles Deleuze, Félix Guattari, Jean Baudrillard e Jacques Derrida. Quasi nessuno di quei pensatori ha usato la parola "postmoderno" durante gli anni Settanta. Il primo a farlo è stato Lyotard, nel libro-manifesto del 1979: La Condition postmoderne, che egli scrisse, non a caso, dopo un viaggio in America e dopo aver letto Ihab Hassan. E tuttavia quei pensatori hanno contribuito in modo sostanziale a creare i modi di pensiero e i metodi di osservazione necessari perché si costruisse, in America, una teoria del postmoderno.

#### Michel Foucault
Michel Foucault visse e operò in quella stagione intellettuale francese che va all'incirca dagli anni Cinquanta del XX secolo agli anni Ottanta e che viene definita genericamente come strutturalista, anche se molti dei suoi protagonisti, compreso lui, rifiuteranno un termine del genere o perlomeno una sua definizione apodittica. Fu un periodo di grande entusiasmo collettivo, di forte sviluppo del pensiero critico, che rifletteva la volontà di legittimazione delle nuove scienze sociali, sempre più pervasive nell'ambiente culturale dell'epoca: linguistica, semiotica, antropologica, sociologica, "storia delle mentalità", la stessa psicoanalisi come strumento di indagine del mondo e non pura "analisi dell'anima".
Da un punto di vista ufficiale, il termine "strutturalismo" voleva indicare la tendenza a sostituire il primato dell'uomo e della soggettività con il primato delle "strutture"; il tentativo cioè, di spiegare i fenomeni sociali e i comportamenti umani a partire da una serie di "costanti" (o "strutture") che finirebbero per costringere l'azione degli individui. Lo strutturalismo prese le mosse dalla linguistica moderna, fondata tra l'Ottocento e il Novecento dallo studioso svizzero Ferdinand de Saussure e sviluppata negli Quaranta del Novecento dal linguista russo-statunitense Romàn Jakobsòn. È qui che viene introdotta l'«episteme», espressa nella sua opera L'archeologia del sapere:
Secondo Foucault, quindi, le scienze biologiche, sociali, psicologiche si prefiggono di offrire verità scientifiche universali sulla natura umana, mentre rappresentano in realtà la manifestazione della visione etica e politica della società del tempo, quale risultato delle forze storiche contingenti.
In Storia della follia, la nascita della razionalità moderna tra Rinascimento e Seicento, non segna l'avvento di una più larga tolleranza, ma sorge piuttosto dalla violenta segregazione della follia, che da divina mania, quale era nell'antichità e quale ancora poteva essere lodata da Erasmo, viene ora segregata come patologia. Il fatto che la ragione abbia potuto trasformarsi in razionalità strumentale o in volontà di dominio non dovrà essere perciò inteso (secondo la prospettiva richiesta dallo Husserl della Crisi delle scienze europee) come una deviazione perversa rispetto alla sua vocazione fondamentale, ma piuttosto come l'esito necessario della sua genesi spuria.
Le parole e le cose, che reca come sottotitolo Una archeologia delle scienze umane, mette in chiaro i limiti dell'umanismo. La sollecitudine antropologica, che a partire dal Settecento e definitivamente con il trascendentalismo kantiano fa dell'uomo insieme il soggetto e l'oggetto del sapere, non celebra l'avvento di un mondo finalmente umano, ma piuttosto annuncia la prossima morte dell'uomo. In questo lavoro, Foucault esemplifica, in maniera ormai ritenuta classica, l'approccio strutturalistico allo studio della storia. Anche Foucault respinge il mito del progresso: quella continuità in cui l'uomo occidentale vuole rappresentare il suo glorioso sviluppo è una continuità che non esiste. La storia non ha un senso, la storia non ha fini ultimi. La storia è, piuttosto, discontinua. È in quest'opera che Foucault distingue nella storia del sapere occidentale tre strutture epistemiche che si succedono senza continuità alcuna.

#### Jean-François Lyotard

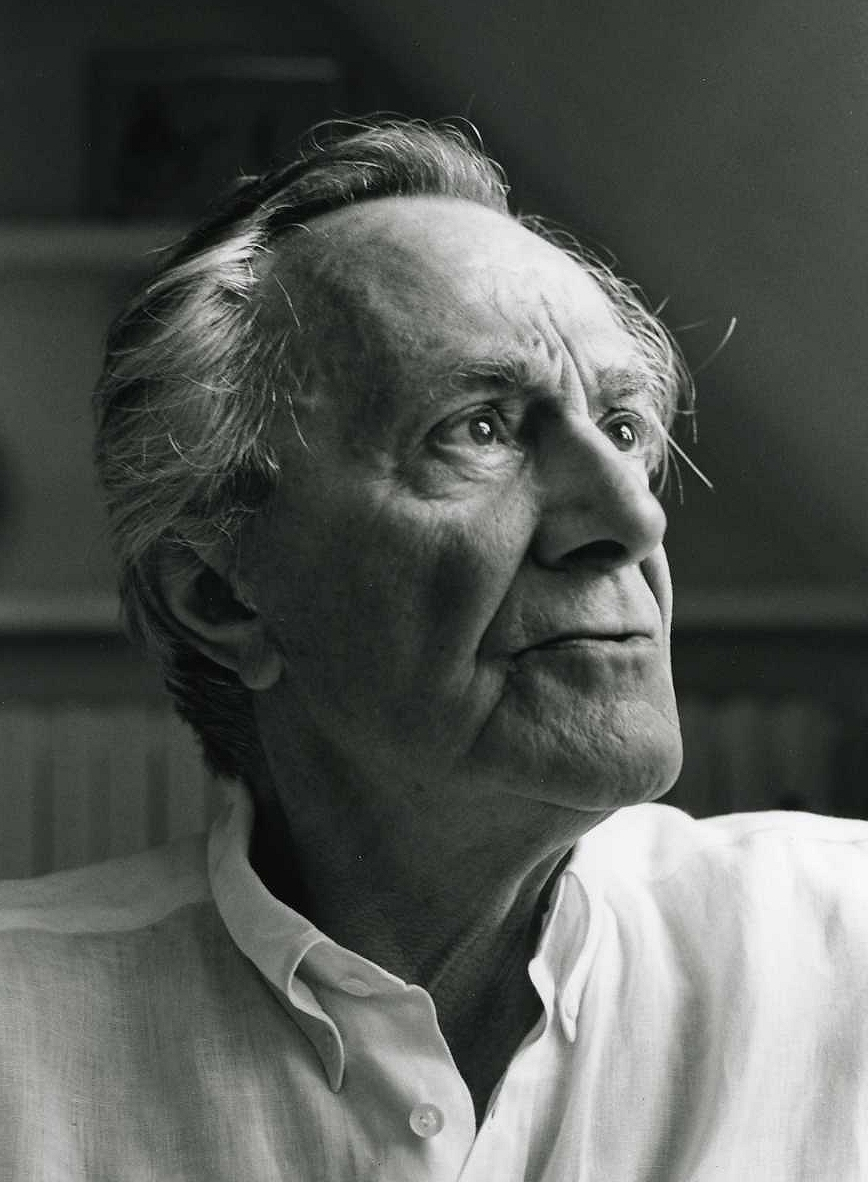
Jean-François Lyotard

L'espressione "grandi racconti", o "grandi narrazioni", viene usata da Lyotard per indicare le sintesi teoriche attraverso cui la modernità ha cercato di offrire una legittimazione filosofico-politica del sapere. Per evidenziarne il carattere universale e riflesso, cioè il loro procedere "oltre" le narrazioni particolari, il filosofo chiama queste sintesi anche "metaracconti" o "metanarrazioni" (métarécits): «Per metaracconto o grande racconto io intendo precisamente delle narrazioni a funzione legittimante». l metaracconti moderni si possono ridurre a due archetipi: il modello illuministico e quello idealistico. Secondo l'illuminismo il sapere risulta legittimo nella misura in cui favorisce l'emancipazione e la libertà dei popoli. Secondo l'idealismo il sapere risulta legittimo nella misura in cui non persegue finalità specifiche, ma si configura come la conoscenza disinteressata e speculativa che lo Spirito ha di se stesso. Oscillante tra queste due modalità di legittimazione è il marxismo: «Basta mettere il partito al posto dell'università, il proletariato a quello del popolo o dell'umanità, il materialismo dialettico a quello dell'idealismo speculativo, ecc.; può risultarne lo stalinismo, ed il suo particolare rapporto con le scienze, che in questo caso si riducono a citazioni della metanarrazione sulla marcia verso il socialismo che equivale alla vita dello spirito. È invece possibile che, in conformità alla seconda versione, vi sia uno sviluppo verso il sapere critico, assumendo che il socialismo si identifica con la costituzione del soggetto autonomo e che la giustificazione delle scienze consiste esclusivamente nell'offrire al soggetto empirico (il proletariato) i mezzi della sua emancipazione dall'alienazione e dalla repressione: tale è stata sommariamente la posizione della Scuola di Francoforte».
Secondo Lyotard i motivi di delegittimazione dei metaracconti sono innanzitutto di ordine interno: «è in primo luogo necessario rintracciare i germi di "decadenza" e di "delegittimazione" e di nichilismo che erano già immanenti alle grandi narrazioni del XIX secolo». Sia la pretesa idealistica di giustificare il valore delle scienze nell'ambito di una trattazione enciclopedica della vita dello Spirito, sia la pretesa illuministica di stabilire un nesso tra teoria e prassi, enunciati denotativi ed enunciati prescrittivi, si rivelano fallimentari. Il marxismo partecipa, a sua volta, di questo doppio fallimento. 
Una seconda ragione è di ordine esterno e risiede nelle vicende stesse della storia, che hanno confutato ogni illusione sulle sorti magnifiche e progressive dell'umanità (v. Auschwitz).
Una terza ragione, sempre di ordine esterno, è dovuta alle trasformazioni della società postindustriale, connesse al decollo della tecnoscienza capitalistica e ai processi di informatizzazione e mercificazione del sapere: «La nostra ipotesi di lavoro è che il sapere cambi di statuto nel momento in cui le società entrano nell'età detta postindustriale».
Venuti meno i grandi racconti, nasce il problema di un nuovo criterio di legittimità. Scartato il criterio di performatività, ossia della pura efficienza delle prestazioni, Lyotard si ispira alla «scienza postmoderna», la quale, come ci ha insegnato l'epistemologia post-positivistica, procede nella legittimazione «per paralogia» (ossia tramite una libera o anarchica invenzione di nuove "mosse" del sapere), giungendo alla conclusione che:
(vedi Informatizzazione).

#### Jacques Derrida
Derrida, padre del decostruzionismo, è uno dei maggiori critici della metafisica occidentale. La filosofia a suo avviso privilegia infatti il concetto di presenza e di logos, come opposte all'assenza e alla scrittura segnica. Derrida perciò affermò di avere decostruito la filosofia occidentale sostenendo, per esempio, che l'ideale occidentale del logos viene minacciato dall'espressione di questa idea nella forma di segni da parte di un autore assente. Perciò, per enfatizzare questo paradosso, Derrida riformalizza la cultura umana come una rete disgiunta di segni e scritti che proliferano, in assenza dell'autore.
Nonostante Derrida e Foucault vengano citati come filosofi postmoderni, ciascuno ha rifiutato molte delle tesi dell'altro. Come Lyotard, entrambi sono scettici sul fatto che ci possano essere affermazioni universali di verità. Diversamente da Lyotard, comunque, loro sono (o sembrano) più pessimisti sulle affermazioni di emancipazione di qualsiasi gioco linguistico; perciò alcuni li vorrebbero indicare come post-strutturalisti piuttosto che postmoderni.
Al gruppo dei pensatori postmoderni è stato accorpato Jean Baudrillard, in realtà di formazione sociologo, con interessi estesi al mondo della semiotica, della comunicazione e della politica. Baudrillard propone una teoria del simulacro (traendo ispirazione dai romanzi degli scrittori Philip K. Dick e James Graham Ballard) visto come significante senza reale significato. Un esempio classico quello di Marilyn Monroe, il cui volto compare pervasivamente nell'orizzonte dei mass-media, senza che tutti i consumatori dei media abbiano visto necessariamente anche un solo film dell'attrice, o conoscano anche un solo fatto della sua vita. Marilyn Monroe (come altre icone pop che circolano nella rete dei media) è svincolata da un qualsiasi referente, e in ultima analisi significa sé stessa. Baudrillard, a partire dalla sua riflessione sui simulacri, ha elaborato una sua teoria della società postmoderna vista come società dei simulacri, o società simulazionale.

### Filosofi postmoderni successivi
- Gianni Vattimo
- Julia Kristeva
- Jean Baudrillard
- Hans Jonas
- Gilles Deleuze
- Félix Guattari
- Paul Feyerabend
- Paul de Man
- Donna Haraway
- Huston Smith
- Cornel West
- Mario Kopić
- Ken Wilber

## Postmodernismo e post-strutturalismo
La filosofia postmoderna è molto simile al post-strutturalismo. Considerarli più o meno sovrapponibili dipende dalla prospettiva critica assunta nei loro confronti. Gli oppositori tendono a categorizzarli insieme; al contrario, i sostenitori ne evidenziano le differenze.

## Postmodernismo e postmodernità
Altri che hanno scritto sulla postmodernità sono il critico letterario Fredric Jameson e il geografo David Harvey.
Essi distinguono tra postmodernità, che usano per descrivere una condizione o situazione storica oggettiva, e postmodernismo, che usano per descrivere un particolare modo di parlare della postmodernità. Hanno anche identificato la postmodernità con quello che il marxista Ernest Mandel chiamò "tardo capitalismo", e hanno caratterizzato il postmodernismo come l'ideologia del tardo capitalismo.